# Walter Hill
Walter Wesley Hill (ur. 10 stycznia 1942 w Long Beach) – amerykański reżyser, scenarzysta i producent filmowy, odpowiedzialny za filmy akcji i „wskrzeszenie” westernu.

## Życiorys

### Młodość
Wychowywał się w południowej Kalifornii. Jako dziecko cierpiał na astmę, i z tego powodu nie mógł chodzić do szkoły. Dużo czasu spędzał na czytaniu komiksów i śledzeniu słuchowisk radiowych. Jego dziadek ze strony ojca nadzorował odwierty ropy naftowej, dlatego Walter w okresie swej nauki w liceum i pierwszych lat college’u pracował przez wakacje jako robotnik przy odwiertach na Signal Hill koło Los Angeles. Zarabiał też jako operator maszyny tnącej rury azbestowe i jako malarz w fabryce Johna Beana w Lansing. W latach 1959–1960 uczęszczał na Universidad de las Américas w Meksyku. W 1963 ukończył studia na wydziale historii na Uniwersytecie Michigan.

### Asystent reżysera
Hill zaczął swoją karierę w programie szkoleniowym Amerykańskiej Gildii Reżyserów, który ukończył pracą jako II asystent reżysera w filmie Sprawa Thomasa Crowna z 1968 roku. W tym samym roku był II asystentem reżysera (niewymieniony w czołówce) w filmie Bullitt. W 1969 roku był II asystentem reżysera w filmie Woody’ego Allena Bierz forsę i w nogi.

### Scenarzysta
Pierwszy scenariusz Hilla Lloyd Williams and His Brother zwrócił uwagę Joego Wizana w 1969 roku, ale nigdy nie został zekranizowany. Sam Peckinpah również był zainteresowany tym projektem po Ucieczce gangstera, która była pierwszym filmem wyprodukowanym według scenariusza Hilla, jednak wtedy Peckinpah kończyłPata Garretta i Billy’ego Kida. Była żona Petera Bogdanovicha, montażystka Polly Platt, przeczytała scenariusz Hilla do filmu Hickey i Boogs i poleciła mu współtworzenie scenariusza Ucieczki gangstera z Bogdanovichem. Pracowali nad scenariuszem razem w San Francisco, gdzie Bogdanovich realizował film No i co, doktorku?. Uzupełnili 25 stron podczas powrotu z Los Angeles, po czym Steve McQueen odmówił współpracy z Bogdanovichem bez czytania jego prac. Hill zaczął pracę od nowa i stworzył scenariusz w 6 tygodni.
Hill napisał też scenariusze do dwóch filmów z Paulem Newmanem – Człowiek Mackintosha i Zdradliwa toń. Jak mówił sam Hill, pracy nad Człowiekiem Mackintoscha nie było wiele i zrobił to tylko dla pieniędzy. Ponadto Hill i reżyser John Huston mieli inne zdanie na temat tego, czy film powinien być wierny książce, na podstawie której powstał scenariusz. Producenci Larry Turman i David Foster poprosili Hilla o adaptację powieści Rossa MacDonalda Zdradliwa toń dla reżysera Richarda Mulligana, który miał ją nakręcić jako sequel filmu Ruchomy cel. Producentom nie spodobały się didaskalia i Hill zostawił go dla swojego nowego scenariusza Ciężkie czasy.

### Pierwsze filmy
Hill przeczytał scenariusz Alexa Jacoba do filmu z Lee Marvinem, Zbieg z Alcatraz, i uznał go za objawienie pod względem stylu i realizacji. Postanowił zmodyfikować swój scenariusz do tej formy, którą opisał jako niezwykle oszczędną, prawie w stylu haiku. Zarówno didaskalia i dialogi. Hill w tej formie napisał Ciężkie czasy.
W 1973 roku Hill poznał producenta Lawrence’a Gordona, który zgodził się na to, by Hill wyreżyserował film na podstawie swojego scenariusza. Hill zawarł umowę z Gordonem i zaczął zdjęcia. Tak powstał przełomowy film Hilla Ciężkie czasy, kręcony w Nowym Orleanie za 2,8 miliona dolarów w ciągu 38 dni. Wystąpił w nim James Coburn jako wygadany organizator nielegalnych walk bokserskich w latach 30. oraz Charles Bronson jako bokser.
Drugim filmem wyreżyserowanym przez Hilla był Kierowca z Ryanem O’Neillem jako kierowcą aut po napadach do wynajęcia i Bruce’em Dernem jako ścigającego go gliniarza. Żadna postać w tym filmie nie ma imienia ani nazwiska: nazywani są Kierowca, Detektyw e.t.c. Hill początkowo chciał zaangażować McQueena, ale ten odmówił, gdyż nie chciał kręcić kolejnego filmu samochodowego.
W 1979 roku Hill nakręcił kolejny film Wojownicy – historia brutalnego gangu ulicznego. Film ten stał się bardzo popularny i otoczony kultem. W oparciu o niego w latach 80. powstał serial TV The Avengers, gra komputerowa i figurki.

### Lata 80.
W 1980 roku Hill nakręcił swój pierwszy western Straceńcy, w której obsada składająca się z rodzin aktorskich (Keach, Quaid, Carradine, Guest) grała wyjęte spod prawa postaci historyczne (braci James, Ford, Younger i Miller).
Rok później Hill zbliżył się do westernu przy filmie Śmiertelne manewry, utrzymanym w stylu Wybawienia thrillerze o amerykańskich żołnierzach Gwardii Narodowej, którzy podczas manewrów w Luizjanie walczą o przetrwanie na bagnach po urażeniu lokalnych Cajunów. Film odczytywano w USA jako alegorię uczestnictwa Amerykanów w Wietnamie.
W 1982 roku Hill podbił listy box-office.

### Obecnie
W 2012 roku w kinach pojawił się film Prometeusz, którego jest producentem.

## Filmografia
- 1979 – Wojownicy
- 1982 – 48 godzin
- 1984 – Ulice w ogniu
- 1985 – Miliony Brewstera
- 1990 – Następne 48 godzin
- 1996 – Ostatni sprawiedliwy